# Etel Adnan
Adnan em 2008
Etel Adnan (em árabe: إيتيل عدنان; Beirute, 24 de fevereiro de 1925 – Paris, 14 de novembro de 2021) foi uma poetisa, ensaísta e artista visual líbano-americana. Em 2003, Adnan foi nomeada “provavelmente a autora árabe-americana mais célebre e talentosa da atualidade” pela revista acadêmica MELUS: Multi-Ethnic Literature of the United States.
Além de sua produção literária, Adnan criou obras visuais em diversos meios, como pinturas a óleo, filmes e tapeçarias, que foram exibidas em galerias e museus em todo o mundo.

## Biografia
Etel N. Adnan nasceu em 1925 em Beirute, no Líbano. A mãe de Adnan, Rose “Lily” Lacorte, era ortodoxa grega de Esmirna e seu pai, Assaf Kadri, era turco muçulmano sunita e oficial de alto escalão do Império Otomano, nascido em Damasco, na Síria otomana.
A mãe de Assaf Kadri era albanesa. O avô de Adnan era um soldado turco. Seu pai vinha de uma família rica. Ele era um oficial de alto escalão e ex-colega de classe de Mustafa Kemal Atatürk na academia militar. Em contraste, a mãe de Adnan foi criada em extrema pobreza; seus pais se conheceram em Esmirna durante a Primeira Guerra Mundial, enquanto seu pai servia como oficial em Esmirna. Antes de se casar com a mãe de Adnan, seu pai já era casado e tinha três filhos. Após o colapso do Império Otomano, os pais de Adnan migraram para Beirute. Adnan afirmou que sua mãe tinha 16 anos quando conheceu seu pai, numa época em que “os gregos na Turquia estavam em campos de concentração”.
Embora tenha crescido falando grego e turco em uma sociedade predominantemente árabe, foi educada em escolas conventuais francesas e o francês se tornou a língua em que seus primeiros trabalhos foram escritos. Ela também estudou inglês na juventude, e a maioria de seus trabalhos posteriores foi escrita inicialmente nessa língua.
Aos 24 anos, Adnan viajou para Paris, onde se formou em filosofia pela Universidade de Paris. Em seguida, viajou para os Estados Unidos, onde continuou seus estudos de pós-graduação na Universidade da Califórnia em Berkeley, e na Universidade Harvard. De 1958 a 1972, foi professora de filosofia da arte na Universidade Dominicana da Califórnia, em San Rafael. Ela também lecionou em muitas universidades nos Estados Unidos.
Adnan voltou dos Estados Unidos para o Líbano e trabalhou como jornalista e editora cultural do jornal Al Safa, um jornal em língua francesa em Beirute. Além disso, ela também ajudou a construir a seção cultural do jornal, contribuindo ocasionalmente com cartoons e ilustrações. Seu mandato no Al Safa foi mais notável por seus editoriais de primeira página, comentando sobre as questões políticas importantes da época.
Adnan começou a se identificar abertamente como lésbica em seus últimos anos. Conheceu sua parceira Simone Fattal em 1972 e o casal viveu junto até a morte de Adnan. As duas trabalharam juntas na The Post-Apollo Press, fundada por Fattal em 1982, onde Adnan foi uma colaboradora vital como autora e tradutora.
Adnan morou em Paris e em Sausalito, Califórnia. Faleceu em Paris em 14 de novembro de 2021, aos 96 anos.
Um documentário sobre a vida de Adnan, realizado pela cineasta americana Marie Valentine Regan em colaboração com a artista, sobre “os últimos cinco anos de sua vida”, foi concluído em 2025.

## Arte visual
Adnan também trabalhou como pintora, e suas primeiras obras abstratas foram criadas usando uma espátula para aplicar tinta a óleo na tela — muitas vezes diretamente do tubo — com pinceladas firmes na superfície da imagem. O foco das composições era frequentemente um quadrado vermelho, pois ela se interessava pela “beleza imediata da cor”. Adnan citou Paul Klee como uma importante influência inicial. Ambos os artistas estavam interessados em fazer arte visual em formatos pequenos e utilizar uma variedade de mídias e formas expressivas. Sobre Klee, ela disse: “Klee pertence à linhagem de gênios para os quais uma única designação, seja ”pintor”, “músico” ou “arquiteto”, é muito limitada. Cada pintura de Klee é como um ato de descoberta, alcançado mediante um processo de exploração, como um barco no oceano.” Em 2012, uma série de pinturas abstratas coloridas da artista foi exibida como parte da documenta 13 em Kassel, Alemanha.
Na década de 1960, ela começou a integrar a caligrafia árabe em suas obras de arte e livros, como Livres d'Artistes (Livros de Artistas). Ela lembra-se de passar horas sentada a copiar palavras de uma gramática árabe sem tentar compreender o significado das palavras. A sua arte foi muito influenciada pelos primeiros artistas do movimento Hurufiyya, incluindo o artista iraquiano Jawad Saleem, o escritor e artista palestiniano Jabra Ibrahim Jabra e o pintor iraquiano Shakir Hassan al Said, que rejeitaram a estética ocidental e abraçaram uma nova forma de arte que era simultaneamente moderna e, ainda assim, fazia referência à cultura, aos meios de comunicação e às técnicas tradicionais.
Inspirada pelos folhetos dobrados japoneses, Adnan também pintou paisagens em telas dobráveis que podem ser “estendidas no espaço como desenhos independentes”.
Em 2014, uma coleção de pinturas e tapeçarias da artista foi exibida como parte da Bienal Whitney no Museu Whitney de Arte Americana.
A retrospectiva de Adnan no Mathaf: Museu Árabe de Arte Moderna em Doha, Catar, intitulada Etel Adnan In All Her Dimensions (Etel Adnan em todas as suas dimensões) e com curadoria de Hans Ulrich Obrist, apresentou onze dimensões da prática de Adnan. Incluiu seus primeiros trabalhos, sua literatura, seus tapetes e outros. A exposição foi lançada em março de 2014, acompanhada por um catálogo de 580 páginas de seu trabalho publicado em conjunto pelo Mathaf e Skira. O catálogo foi projetado pelo artista Ala Younis em árabe e inglês e incluiu contribuições textuais de Simone Fattal, Daniel Birnbaum, Kaelen Wilson-Goldie, bem como seis entrevistas com Hans Ulrich Obrist.
Em 2015, as pinturas e tapeçarias de Adnan foram apresentadas na Bienal de Sharjah 12: O passado, o presente, o possível ao lado de obras de Chung Chang Sup, Fahrelnissa Zeid, Abdul Hay Mosallam Zarara e Saloua Raouda Choucair, bem como de artistas contemporâneos como Julie Mehretu, Haegue Yang, Taro Shinoda, Jac Leirner e Adrian Villar Rojas, entre outros.
Em 2017, o trabalho de Adnan foi incluído em Making Space: Women Artists and Postwar Abstraction, uma exposição coletiva organizada pelo Museu de Arte Moderna em Nova Iorque, que reuniu artistas proeminentes como Ruth Asawa, Gertrudes Martha Altschul, Anni Albers, Magdalena Abakanowicz, Lygia Clark e Lygia Pape, entre outros.
Em 2018, o Museu de Arte Contemporânea de Massachusetts organizou uma retrospectiva da artista, intitulada A yellow sun A green sun a yellow sun A red sun a blue sun, incluindo uma seleção de pinturas a óleo e tinta, bem como uma sala de leitura das suas obras escritas. A exposição explorou como a experiência de ler poesia difere da experiência de olhar para uma pintura.
Publicado em 2018, Etel Adnan, uma biografia da artista escrita por Kaelen Wilson-Goldie, investiga o trabalho da artista como xamã e ativista. Em 2020, o Prêmio Griffin de Poesia foi concedido ao seu livro Time.
O trabalho de Adnan foi incluído na exposição Women in Abstraction (Mulheres na Abstração) de 2021 no Centro Georges Pompidou. Em 2023, seu trabalho foi incluído na exposição Action, Gesture, Paint: Women Artists and Global Abstraction 1940–1970 (Ação, Gesto, Pintura: Mulheres Artistas e Abstração Global 1940–1970) na Whitechapel Gallery em Londres.

## Escritos

### Em inglês
- Shifting the silence, Nightboat, 2020
- Time, Nightboat, 2020
- Surge, Nightboat, 2018
- Night, Nightboat, 2016
- Life Is a Weaving, Galerie Lelong  (2016) ISBN 978-2-868821-23-2.
- Premonition, Kelsey Street Press  (2014) ISBN 978-0-932716-82-8.
- To look at the sea is to become what one is: An Etel Adnan Reader, editado por Thom Donovan, Brandon Shimoda, Ammiel Alcalay e Cole Swensen, Nightboat Books (2014)
- Sea and Fog, Nightboat Books (2012)
- Master of the Eclipse (2009)
- Seasons (2008)
- In the Heart of the Heart of Another Country (2005)
- In/somnia (2002)
- There: In the Light and the Darkness of the Self and of the Other (1997)
- To Write in a Foreign Language (1996)
- Of Cities and Women, Letters to Fawwaz (1993)
- Paris, When It's Naked (1993)
- The Spring Flowers Own and the Manifestations of the Voyage (1990)
- The Arab Apocalypse (1989)
- Journey to Mount Tamalpais: An Essay (1985)
- The Indian Never Had a Horse and Other Poems (1985)
- From A to Z Poetry (1982)[37]
- Sitt Marie Rose: A Novel (1978)
- Moon Shots, Sausalito-Belvedere Gazette (1967)[38]
- "The Enemy's Testament" in Where is Vietnam?, Anchor Books (1967, Walter Lowenfels, ed., ASIN B000J0W89M)

### Em árabe
- al-Sitt Mari Ruz: riwayah. (Sitt Marie Rose), com Jirum Shahin e Firyal Jabburi Ghazul. Al-Qahirah: al-Hayah al-Ammah li-Qusur al-Thaqafah, 2000.
- n mudun wa-nisa: rasail il Fawwaz. (Das cidades e das mulheres) Beirute: Dar al-Hihar, 1998.
- Kitab al-bahr; kitab al-layal; kitab al-mawt; kitab al-nihayah, com Abid Azarih. Beirute: Dar Amwaj, 1994.
- al-Sitt Marie Ruz. Beirute: al-Mu-assasah al-Arabiyah lil-Dirasat wa-al-Nashr, 1979.

### Em francês
- Voyage, guerre, exil, L'Echoppe, 2020
- Un printemps inattendu (entretiens), Galerie Lelong, 2020
- Grandir et devenir poète au Liban, L'Echoppe, 2019
- Tolérance, L'Echoppe, 2018
- Nuit, Editions de l'Attente, 2017
- La vie est un tissage, Galerie Lelong, 2016 ISBN 978-2-868821-21-8
- Mer et brouillard, Editions de l'Attente, 2017
- A propos de la fin de l'Empire Ottoman, Galerie Lelong, 2015
- Le Prix que nous ne voulons pas payer pour l'amour, Galerie Lelong, 2015
- Prémonition, Galerie Lelong, 2015
- Là-bas, Editions de l'Attente, 2013
- Paris mis a nu. France: Éditions Tamyras, 2011, tradução por Martin Richet.
- Ce ciel qui n'est pas. Paris: L'Harmattan, 1997.
- Ce ciel qui n'est pas. Edição bilíngue (francês e árabe): Túnis: Tawbad, 2008.
- Rachid Korachi: Ecriture passion, com Rachid Korachi e Jamel-Eddine Bencheikh. Alger: Galerie Mhamed Issiakhem, 1988.
- L'apocalypse arabe. Paris: Papyrus Éditions, 1980.
- Sitt Marie Rose. Paris: Des Femmes, 1978.
- Jbu: Suivi de l'Express Beyrouth enfer. Paris: P.J. Oswald, 1973.

## Exposições
- 2022 Etel Adnan/Vincent van Gogh - Kleur als Taal, Van Gogh Museum, Amsterdã[39]
- 2021 new works, Sfeir-Semler Gallery, Hamburgo, Alemanha[40]
- Etel Adnan: Light's New Measure, Solomon R. Guggenheim Museum, Nova Iorque[41]
- 2020 The uprising of colors, Sfeir-Semler Karantina, Beirute, Líbano[42]
- 2020 WO DIE ZITRONEN BLÜHEN..., Sfeir-Semler Gallery, Hamburgo, Alemanha[43]
- 2020 Satellites et Planètes, Galerie Lelong & Co, Paris[44]
- 2019 Leporellos, Galerie Lelong & Co, Paris[45]
- 2019 Etel Adnan et les modernes, MUDAM, Luxemburgo[46]
- 2019 Etel Adnan: Each day is a whole world, Aspen Art Museum, Aspen[47]
- 2018 New Work: Etel Adnan, SFMOMA, São Francisco[48]
- 2018 Parler aux fleurs, Galerie Lelong & Co, Paris
- 2018 Zentrum Paul Klee, Berna, Suíça
- 2018 Estampes originales, Galerie Lelong & Co, Art Basel, Basileia, Suíça
- 2018 Tout ce que je fais est mémoire, Chateau La Coste, Le Puy Ste Réparade, França
- 2018 La Fulgurance du geste, Fundação Jan Michalski, Montricher, Basileia, Suíça
- 2018 Tapisseries et estampes, Galerie Lelong & Co, Paris
- 2017 Sea and Fog, Oakville Galleries, Oakville, Canadá
- 2017 L'emozione dei COLORI nell'arte, GAM, Castello di Rivoli, Itália
- 2016 Paintings · Drawings · Tapestries · Writing, Sfeir-Semler Gallery, Hamburgo, Alemanha[49]
- 2016 A Tremendous Astronomer, Galerie Lelong, Paris
- 2016 Institut du Monde Arabe, Paris
- 2016 Serpentine Gallery, Londres
- 2016 Galerie Lelong, Paris
- 2015 Museum Haus Konstruktiv, Zurique
- 2015 Galerie Lelong Paris
- 2015 Saltwater, Istambul Biennale
- 2015 Galerie Lelong, Nova Iorque
- 2015 Irish Museum of Modern Art (IMMA ), Dublin
- 2015 Sharjah Biennial 12: The past, the present, the possible, Sharjah Art Museum, UAE[50]
- 2014 Etel Adnan in all her dimensions, MATHAF, Doha, Catar
- 2014 Writing Mountains, Museum der Moderne, Salzburgo
- 2014 New Museum, Nova Iorque
- 2014 Whitney Biennale, Whitney Museum, Nova Iorque
- 2013 Etel Adnan, Sfeir-Semler Karantina, Beirute, Líbano[51]
- 2012 Works 1956–2012, Sfeir-Semler Gallery, Hamburgo, Alemanha[52]
- 2012 DOCUMENTA (13), Kassel, Alemanha
- 2010 Paintings and Drawings, Sfeir-Semler Karantina, Beirute, Líbano[53]

## Prêmios e reconhecimentos
- 1977: Recebeu o prêmio France-Pays Arabes por seu romance Sitt Marie Rose.[9]
- 2010: Recebeu o prêmio Arab American Book Awards por sua coleção de contos Master of the Eclipse.[54]
- 2013: Sua coleção de poesia Sea and Fog ganhou o prêmio California Book Award for Poetry.[55]
- 2013: Recebeu o prêmio Lambda Literary Award.[56]
- 2014: Nomeada Chevalier des Arts et des Lettres pelo Governo da França.[57]
- 2015: O Prêmio Etel Adnan de Poesia, criado em 2015, é concedido anualmente pela University of Arkansas Press para “o primeiro ou segundo livro de poesia, em inglês, de um escritor de ascendência árabe”.[58]
- 2020: A coleção de poesia Time, com seleções da obra de Adnan traduzidas do francês por Sarah Riggs, ganha o Prêmio Griffin de Poesia.[59]
- 2024: Em 15 de abril de 2024, o Google a homenageou com um Doodle do Google.[60][61]

## Influência sobre outros artistas
- Jassem Hindi, Laundry of Legends II,[62] espetáculo de dança baseado em seu poema The Arab Apocalypse

## Leituras adicionais

### Obras sobre Etel Adnan
- «Leporellos un livre de Etel Adnan». Galerie Lelong & Co. (em francês). Consultado em 15 de agosto de 2025. Cópia arquivada em 24 de abril de 2025
- «Estampes / Prints (2014-2018) un livre de Etel Adnan». Galerie Lelong & Co. (em francês). Consultado em 15 de agosto de 2025. Cópia arquivada em 30 de março de 2023
- Jean Fremon, Etel Adnan, être là. Galerie Lelong, 2015
- Hirahara, Naomi (7 de fevereiro de 2022). We Are Here (em inglês). [S.l.]: Running Press. ISBN 978-0-7624-7965-8